# Sentenza di non luogo a procedere
La sentenza di non luogo a procedere, secondo il diritto processuale penale italiano è emessa al termine dell'udienza preliminare qualora il GUP - anche in seguito ad una istruzione probatoria -  ritenga o accerti che ci siano degli elementi incompleti o contraddittori riguardo ad una causa di estinzione del reato, di improcedibilità dell'azione, al fatto che non costituisce reato, che l'imputato non l'ha commesso o che il fatto non sussiste.

## Descrizione
Prevista e disciplinata dall'art. 425 del c.p.p., non si potrà pronunciare sentenza di non luogo a procedere se ritiene che dal proscioglimento debba applicarsi una misura di sicurezza diversa dalla confisca.
Il GUP quindi si pronuncerà solo per accertare la sussistenza di elementi per procedere al giudizio dibattimentale. Potrà estendere il suo esame al merito dell'imputazione solo - al fine dell'emissione della sentenza - per comparare le circostanze attenuanti rispetto al fatto ascritto all'imputato. Qualora ritenga che siano prevalenti rispetto all'imputazione potrà pronunciare sentenza.

## Impugnazione
Questa sentenza è ricorribile in appello, per i motivi previsti dalla generale disciplina dell'art. 606, c.p.p., dal procuratore della Repubblica, dal procuratore generale, nonché dalla persona offesa dal reato che si sia costituita parte civile; la persona offesa non costituita parte civile può proporre ricorso, ma solo per vizi degli avvisi dell'udienza preliminare (art. 419, co. 7, c.p.p.). L'imputato può ricorrere se non è stato prosciolto per non aver commesso il fatto o perché il fatto non sussiste; l'interesse all'impugnazione [art. 591, co. 1, lett. a), c.p.p.] si ravvisa nel pregiudizio che dall'adozione di formule liberatorie meno favorevoli possa derivare all'imputato in connessi procedimenti civili, penali o amministrativi (es. giudizi disciplinari o risarcitorii). 
Il termine per l'impugnazione è di giorni quindici, trattandosi di provvedimento reso all'esito di procedimento in camera di consiglio.
La Cassazione decide in camera di consiglio, seguendo le forme dell'art.127 c.p.p.

## Revoca
La revoca è stabilita dall'art. 434 c.p.p. qualora emergano sopravvenute fonti di prova. 
È emessa dal GIP un'ordinanza su richiesta del PM, nella quale lo stesso PM deve indicare le fonti di prova specificando se siano già state acquisite: in caso affermativo, formula subito il rinvio a giudizio, altrimenti chiede la riapertura delle indagini per un periodo massimo di 6 mesi.